# Ngũ tộc cộng hòa (Mãn Châu Quốc)
Ngũ tộc cộng hòa hay Ngũ tộc hiệp hòa (tiếng Trung: 五族協和, tiếng Nhật: 五族協和) đã được sử dụng như một khẩu hiệu quốc gia ở Mãn Châu Quốc, cho ngữ tộc người Mãn, Nhật, Hán, Mông Cổ và Triều Tiên. Nó tương tự như tiêu ngữ "Ngũ tộc cộng hòa" (tiếng Trung: 五族共和) được sử dụng bởi Trung Hoa Dân Quốc, cho người Hán, Mãn, Hồi, Mông Cổ và Tạng, Nhưng ba trong số bốn chữ Hán được thay đổi từ kết với nhau (tiếng Trung: 共) để hợp nhất (tiếng Trung: 協). Cả hai khẩu hiệu đều được phát âm giống nhau "Go zoku kyōwa" trong tiếng Nhật.
Khẩu hiệu này được tượng trưng trong Quốc kỳ Mãn Châu Quốc, như màu cơ bản màu vàng (Mãn Châu) với bốn màu sọc ở góc trên bên trái: đỏ (Nhật), xanh (Hán), trắng (Mông Cổ) và đen (Triều Tiên).

## Biến thể

Cờ vòng tròn Công ty Hàng không Mãn Châu Quốc, 1931–1945
Cờ chiến tranh Mãn Châu Quốc, 1932–1945
Phù hiệu quân đội Mãn Châu Quốc, 1932–1945
Cờ vòng tròn của Không quân Mãn Châu Quốc, 1937–1945
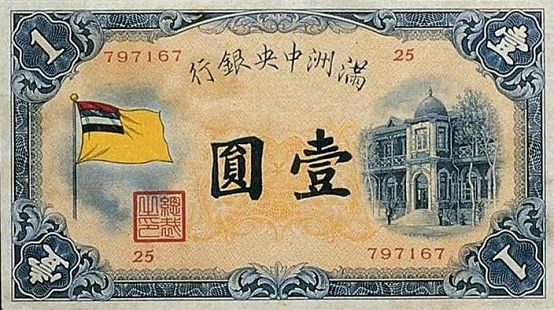
Ngân hàng Tung ương Mãn Châu tiền 1 nhân dân tệ, 1932
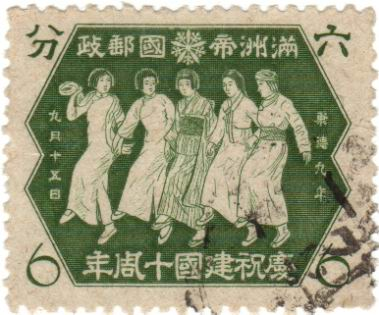
Dấu kỷ niệm tuyên truyền "Hòa nhập của các quốc tịch"
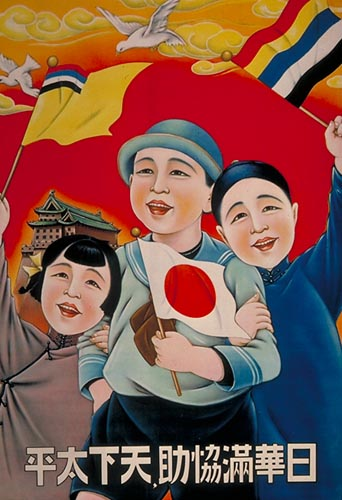
"Với sự hợp tác của Nhật Bản, Trung Quốc và Mãn Châu Quốc, thế giới có thể hòa bình", 1935
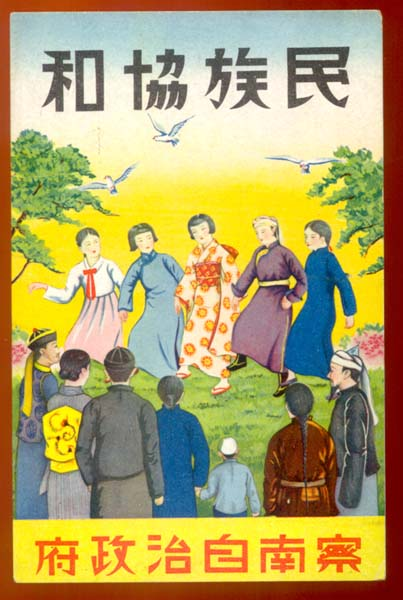
Nam Sát Cáp tuyên truyền chính quyền tự trị, k. 1937–1939